# Печи, Шефкет
Шефкет Печи (алб. Shefqet Peçi; 30 июня 1906, Пицари — 22 октября 1995, Тирана) — албанский коммунистический политик, военный и государственный деятель, сподвижник Энвера Ходжи. Участник партизанской войны, занимал командные посты в НОАА. Организатор и проводник репрессивной политики, функционер госбезопасности. Член ЦК АПТ, занимал министерские посты в правительстве НРА, был заместителем председателя президиума Народного собрания. После падения коммунистического режима арестован по обвинению в геноциде, умер в тюремной больнице.

## Подпольщик-республиканец
Родился в крестьянской семье из южного округа Гирокастра (оттуда был родом Энвер Ходжа). В четырнадцатилетнем возрасте участвовал в войне за Влёру против итальянского вторжения. В июне 1924 примкнул к республиканскому движению Фана Ноли. При правлении короля Ахмета Зогу поступил на военную службу. В 1934 окончил артиллерийское училище, получил офицерское звание.
Шефкет Печи состоял в подпольной военной организации противников Зогу. В 1937 был арестован по обвинению в антизогистском заговоре. Освободившись, работал сторожем в эльбасанском колледже. Вёл активную антиправительственную агитацию, организовывал студенческие демонстрации. С 1939 участвовал в подпольной борьбе против итальянских оккупантов.

## Партизан-коммунист
В 1942 Шефкет Печи вступил в Коммунистическую партию Албании (КПА, с 1948 — Албанская партия труда, АПТ). Активно участвовал в партизанской войне против итальянских и немецких оккупантов, а также против албанских антикоммунистов. Был командиром 2-й бригады, 5-й бригады, заместителем командира 1-й бригады НОАА.
Шефкет Печи включён в перечень военных преступников, совершавших бессудные убийства противников КПА. В сентябре 1944 по его приказу был расстрелян 21 житель селения Буземад (округ Кукес).

## Партийно-государственный руководитель

### Силовик и министр
В ноябре 1944 к власти в Албании пришла КПА во главе с Энвером Ходжей. До конца 1940-х Шефкет Печи занимал видные посты в силовых структурах НРА — НОАА и службе госбезопасности DMP (с 1946 — Сигурими). Участвовал в политических репрессиях. Был одним из руководителей подавления антикоммунистического Кельмендского восстания зимой 1945. 14 мая 1947 Шефкет Печи вместе с Энвером Ходжей, Хюсни Капо и Нако Спиру подписал директиву об аресте оппозиционных парламентариев из Депутатской группы.
В 1949 Шефкет Печи был назначен министром связи в правительстве Ходжи. В 1951—1953 — министр угольной промышленности. В 1953—1966 — председатель Комиссии госконтроля. В 1966—1970 — министр без портфеля в правительстве Мехмета Шеху. С 1970 по 1982 — заместитель председателя президиума Народного собрания Хаджи Леши.

### Политик-энверист
В 1950 Шефкет Печи был кооптирован в ЦК АПТ, оставался в составе руководящего партийного органа до 1991. Не являясь формально членом Политбюро, Печи принадлежал к ближнему кругу Ходжи и участвовал в принятии ключевых партийных решений. На всех постах неукоснительно проводил сталинистско-ходжаистский курс. Позиционировался как «преданный энверист», отличался фанатичной преданностью Ходже, которому дал клятву верности.
Шефкет Печи был свидетелем и участником жёсткой борьбы в верхушке АПТ. Впоследствии он позитивно отзывался о Хюсни Капо, сдержанно о Неджмие Ходже, Рамиза Алию характеризовал как человека умного, но порождённого «холодным адом». Потрясением для Печи было падение его личного друга Мехмета Шеху — однако он полностью это принял, поскольку «Энвер сказал, что Мехмет агент ЦРУ». Аналогично произошло с Кадри Хазбиу, который в 1940-х воевал в 5-й бригаде Печи.

## При падении режима
В 1990—1991 коммунистический режим в Албании пал под ударами массовых протестов. Шефкет Печи непримиримо отнёсся к переменам. Лидера Демократической партии и первого посткоммунистического президента Албании Сали Беришу Печи называл «фашистом, подобранным сербами» (в такой характеристике отражались коммунистическая пропаганда и ходжаистская враждебность к титовской Югославии). Назначение Бериши врачом партийной верхушки Печи характеризовал как «ошибку Хюсни Капо».
13 февраля 1995 президент Бериша издал указ N 1018 — об отмене всех наград и почётных званий, присвоенных руководителям коммунистического режима. Это решение касалось Энвера Ходжи (посмертно), Неджмие Ходжи (прижизненно), Хаджи Леши (прижизненно), Хюсни Капо (посмертно), Гого Нуши (посмертно), Спиро Колеки (прижизненно), Хаки Тоски (посмертно), Шефкета Печи (прижизненно). Таким образом, Шефкет Печи был лишён полученного в НРА звания Народный герой.

## Арест и смерть
12 октября 1995 89-летний Шефкет Печи был арестован по обвинению в геноциде. Ему вменялся преступный приказ расстрелять жителей Буземада.
Оставаясь на прежних позициях, Печи не признавал законности ареста, называл его «фашистской местью», объявлял голодовку, отказывался от медицинской помощи. Через десять дней после ареста Печи умер в больнице тиранской тюрьмы.

## Семья и поэзия
Шефкет Печи был женат, его сын Рустем Печи занимал офицерские должности в АНА.
Печи-старший был известен также как официозный поэт, автор двадцати стихотворных сборников. Стихи Печи были посвящены в основном военной теме и прославлению государства.